# Denise Herrmannová-Wicková
Denise Herrmannová-Wicková, za svobodna Denise Herrmannová (* 20. prosince 1988 Bad Schlema) je bývalá německá reprezentantka v biatlonu a v běhu na lyžích. Jejím největším úspěchem je zlatá olympijská medaile z biatlonového vytrvalostního závodu na olympijských hrách v Pekingu 2022 a zlaté medaile ze stíhacího závodu z Mistrovství světa 2019 a ze sprintu z Mistrovství světa 2023}. V běhu na lyžích získala na sočské olympiádě v roce 2014 bronzovou medaili ve štafetovém závodě.
Ve Světovém poháru v biatlonu zvítězila v jedenácti individuálních a čtyřech kolektivních závodech, poprvé ve sprintu v Östersundu v prosinci 2017.
Kariéru ukončila v březnu 2023 na podniku v Oslu, kde v předposledním závodě kariéry vyhrála sprint.

## Výsledky

### Olympijské hry a mistrovství světa
| Sezóna  | Akce | Místo         | SP  | SZ  | HZ  | IZ  | ŠT | SŠT | SZD | Věk    |
| ------- | ---- | ------------- | --- | --- | --- | --- | -- | --- | --- | ------ |
| 2017/18 | ZOH  | Pchjongčchang | 21. | 6.  | 11. | –   | 8. | –   | ×   | 29 let |
| 2018/19 | MS   | Östersund     | 6.  | 1.  | 3.  | –   | 4. | 2.  | 4.  | 30 let |
| 2019/20 | MS   | Anterselva    | 5.  | 2.  | 12. | 12. | 2. | 4.  | –   | 31 let |
| 2020/21 | MS   | Pokljuka      | 4.  | 8.  | DNS | 15. | 2. | 7.  | –   | 32 let |
| 2021/22 | ZOH  | Peking        | 22. | 17. | 13. | 1.  | 3. | 5.  | ×   | 33 let |
| 2022/23 | MS   | Oberhof       | 1.  | 2.  | 24. | 15. | 2. | 6.  | –   | 34 let |

Poznámka: Výsledky z olympijských her se do hodnocení světového poháru nezapočítávají, výsledky z mistrovství světa se dříve započítávaly, od mistrovství světa v roce 2023 se nezapočítávají.

## Vítězství v závodech světového poháru, na mistrovství světa a olympijských hrách

### Individuální
| Č.                                                         | sezóna    | datum            | místo                         | disciplína         |
| ---------------------------------------------------------- | --------- | ---------------- | ----------------------------- | ------------------ |
| 1.                                                         | 2017/2018 | 1. prosince 2017 | Östersund, Švédsko            | sprint             |
| 2.                                                         | 2017/2018 | 3. prosince 2017 | Östersund, Švédsko            | stíhací závod      |
| 3.                                                         | 2018/2019 | 16. února 2019   | Soldier Hollow, Spojené státy | stíhací závod      |
| 4.                                                         | 2018/2019 | 10. března 2019  | Östersund, Švédsko (MS)       | stíhací závod      |
| 5.                                                         | 2019/2020 | 26. ledna 2020   | Pokljuka, Slovinsko           | vytrvalostní závod |
| 6.                                                         | 2019/2020 | 6. března 2020   | Nové Město, Česko             | sprint             |
| 7.                                                         | 2019/2020 | 13. března 2020  | Kontiolahti, Finsko           | sprint             |
| OH                                                         | 2021/2022 | 7. února 2022    | Peking, Čína (ZOH)            | vytrvalostní závod |
| 8.                                                         | 2021/2022 | 5. března 2022   | Kontiolahti, Finsko           | sprint             |
| 9.                                                         | 2022/2023 | 8. prosince 2022 | Hochfilzen, Rakousko          | sprint             |
| 10.                                                        | 2022/2023 | 21. ledna 2023   | Anterselva, Itálie            | stíhací závod      |
| MS                                                         | 2022/2023 | 10. února 2023   | Oberhof, Německo (MS)         | sprint             |
| 11.                                                        | 2022/2023 | 18. března 2023  | Oslo, Norsko                  | sprint             |
| – závod na mistrovství světa – závod na olympijských hrách |           |                  |                               |                    |

### Kolektivní
| Č. | sezóna    | datum          | místo                      | disciplína |
| -- | --------- | -------------- | -------------------------- | ---------- |
| 1. | 2016/2017 | 5. března 2017 | Pchjongčchang, Jižní Korea | štafeta    |
| 2. | 2017/2018 | 13. ledna 2018 | Ruhpolding, Německo        | štafeta    |
| 3. | 2018/2019 | 8. února 2019  | Canmore, Kanada            | štafeta    |
| 4. | 2020/2021 | 16. ledna 2021 | Oberhfof, Německo          | štafeta    |